# 갈소원
갈소원(葛潇辕, 2006년 8월 14일 ~ )은 대한민국의 배우이다.

## 생애
2012년 SBS 드라마 《부탁해요 캡틴》으로 데뷔하였다. 2013년 영화 《7번방의 선물》에서 이예승 역을 맡아 그 해 대종상 영화제 여우주연상과 신인여우상에 노미네이트되었다. 이것은 대종상 역사상 가장 최연소의 기록이다.

## 학력
- 서울오정초등학교 (전학) → 납읍초등학교 (졸업)
- 애월중학교 (졸업)
- 한림고등학교 (재학)

## 필모그래피

### 드라마
- 2012년 SBS 수목드라마 《부탁해요 캡틴》 ... 한다연 (뽀송이) 역
- 2013년 SBS 주말드라마 《출생의 비밀》 ... 홍해듬 역
- 2013년 MBC 수목드라마 《메디컬 탑팀》 ... 은바위 역 (1화 ~ 7화)
- 2014년 MBC 《드라마 페스티벌 - 내 인생의 혹》 ... 어린 신금지 역 (강혜정 아역)
- 2015년 MBC 주말드라마 《내 딸, 금사월》 ... 어린 금사월[오사월] 역 (백진희 아역) (4화 ~ 8화)
- 2015년 MBC 월화드라마 《화려한 유혹》 ... 홍미래 역 (5화 ~ 19화, 39화, 46화, 48화 ~ 50화)
- 2016년 SBS 월화드라마 《닥터스》 ... 어린 유혜정 역 (박신혜 아역) (1화, 미방송분 인터넷으로 공개)
- 2016년 SBS 수목드라마 《푸른 바다의 전설》 ... 어린 세화/심청 역 (신은수, 전지현 아역)
- 2016년 네이버TV 웹드라마 《천년째 연애중》 ... 상담녀 3 역 (특별 출연)
- 2017년 tvN 토일드라마 《화유기》 ... 어린 진선미 역 (오연서 아역)
- 2021년 티빙 오리지널 드라마 《당신의 운명을 쓰고 있습니다》 ... 삼신 역
- 2022년 MBC 《내일》 - 어린 구련 역 (김희선 아역)
- 2022년 JTBC 《클리닝 업》 - 진연아 역
- 2025년 Wavve 《남주서치》 - 오설렘 역
- 2025년 웹드라마 《나의 너드남 공략법》 - 소영서 역

### 영화
- 2012년 《돈의 맛》 ... 리니 역
- 2013년 《7번방의 선물》 ... 어린 이예승 역 (첫 천만영화)
- 2013년 《폭풍우 치는 밤에》 ... 메이 역 (예고편 더빙)
- 2018년 《물물교환》 ... 모아연 역
- 2020년 《미스터 주: 사라진 VIP》 ... 서연 / 아기 고슴도치 목소리 역

## 연기 외 활동

### 방송
- 2012년 tvN 《재밌는TV 롤러코스터 2》
- 2018년 tvN 《둥지탈출 시즌 3》

### 광고
- 2009년 보국전자
- 2009년 농심 새우깡
- 2010년 풀무원 - 잘 먹겠습니다 편
- 2010년 LG전자 디오스 - 유치원생 편
- 2010년 GS홈쇼핑 GS SHOP - 디토
- 2010년 노바티스 - 지면광고
- 2010년 신세계 이마트 - 지면광고
- 2010년 잔티코리아
- 2010년 KBS 전력거래소 캠페인
- 2011년 롯데월드 - 가면축제
- 2011년 동화약품 후시딘 - 시간을 되돌린듯한 편
- 2011년 롯데건설 롯데캐슬 - 행복은 캐슬로부터 편
- 2011년 소방방재청 - 재난 대응 안전훈련 편
- 2011년 키자니아
- 2011년 행정안전부 - 새주소 캠페인 편
- 2011년 신한BNP파리바자산운용 - 투자와 자식키우기 편
- 2011년 ING생명
- 2013년 삼성생명 천만가족 행복설계 플러스 (영화 7번방의 선물 팀으로 출연)
- 2013년 베네통코리아 베네통키즈
- 2013년 일동제약 메디폼 (영화 7번방의 선물 팀으로 출연)
- 2013년 한돈자조금관리위원회 - 엄친아 편
- 2013년 국토해양부 - 행복주택 편
- 2013년 LG전자 LG꼬망스 미니세탁기
- 2013년 LG전자 에어워셔

## 홍보대사
- 2013년 한돈 홍보대사
- 2013년 제1회 서울구로국제어린이영화제 홍보대사
- 2013년 제1회 순천만세계동물영화제 홍보대사
- 2014년 아동학대 예방 홍보대사
- 2016년 아동안전 홍보대사

## 수상 및 후보
| 연도 | 상                                          | 부문                  | 작품                      | 결과 |
| ---- | ------------------------------------------- | --------------------- | ------------------------- | ---- |
| 2011 | 제1회 한국야쿠르트 슈퍼스타 V-KIDS 선발대회 | 우승                  | 빈칸                      | 수상 |
| 2013 | 코리아 드라마 어워즈                        | 아역상                | 출생의 비밀               | 수상 |
| 2013 | 백상예술대상                                | 영화 부분 여자신인상  | 7번방의 선물              | 후보 |
| 2013 | 대종상 영화제                               | 여우주연상            | 7번방의 선물              | 후보 |
| 2013 | 대종상 영화제                               | 신인여우상            | 7번방의 선물              | 후보 |
| 2013 | 대종상 영화제                               | 심사위원 특별상       | 7번방의 선물              | 수상 |
| 2014 | 맥스무비 최고의 영화상                      | 최고의 여자신인배우상 | 7번방의 선물              | 수상 |
| 2015 | 에이판 스타 어워즈                          | 여자 아역상           | 내 딸, 금사월             | 수상 |
| 2015 | MBC 연기대상                                | 아역상                | 내 딸, 금사월 화려한 유혹 | 수상 |